# Arnold Norlind
Gottfrid Arnold Norlind, född 17 juni 1883 i Vellinge, död 17 februari 1929 i Järfälla församling, var en svensk geograf och författare.

## Biografi
Norlind var son till kyrkoherden Lars Christenson och Johanna Norlind. Han blev filosofie kandidat 1903 och filosofie doktor och docent i geografi vid Lunds universitet 1912 med avhandlingen Die geographische Entwicklung des Rheindeltas bis um Das Jahr 1500.
Huvuddelen av sitt vetenskapliga författarskap ägnade han åt historisk geografi, men han gjorde även uppskattade översättningar bland annat av Dantes gudomliga komedi. Han är även ihågkommen genom ett antal meditativa och biografiska verk.
År 1922 gifte han sig med Emilia Fogelklou. De träffades första gången i Lund 1921. Femton år efter hans död gav hon 1944 ut en bok om honom och deras liv tillsammans med titeln Arnold. Den utkom i nyupplagor 1976 och 2009.
Arnold Norlind var bror till konstnären Ernst Norlind och musikforskaren Tobias Norlind. Makarna Norlind är begravda på Västra Alstads gamla kyrkogård.

### Skönlitteratur
- Grekiska hjältesagor.. Stockholm: Magn. Bergvall. 1917. Libris 1656662
- Tre sagospel: Vinterkungen och fru Sol, Hertiginnan Havsbris, Prins Valter och Drömmens fé. Stockholm: Magn. Bergvall. 1918. Libris 1656664

### Varia
- Die geographische Entwicklung des Rheindeltas bis um das Jahr 1500: eine historisch-geographische Studie. Lund: Gleerup. 1912. Libris 1870384 - Faksimilupplaga 1969.
- Einige Bemerkungen über das Klima der historischen Zeit: nebst einem Verzeichnis mittelalterlicher Witterungserscheinungen. Lunds universitets årsskrift. Första avdelningen, Teologi, juridik och humanistiska ämnen, 99-0507131-8 ; 10:1. Lund. 1914. Libris 1847170
- Das Problem des gegenseitigen Verhältnisses von Land und Wasser und seine Behandlung im Mittelalter. Lunds universitets årsskrift. Första avdelningen, Teologi, juridik och humanistiska ämnen, 99-0507131-8 ; 14:12. Lund: Gleerup. 1918. Libris 1851121
- Henrik sjöfararen: hans män och hans karaveler. Stockholm: Magn. Bergvall. 1918. Libris 1656663
- Järnriddarna rida till Jerusalem: en bok om första korståget. Stockholm: Bergvall. 1918. Libris 873074
- Världsherradöme: Babylon-Rom-London. Lund: C. W. K. Gleerup. 1920. Libris 1656665
- De stora geografiska upptäckternas tidevarv. Stockholm: Norstedt. 1923. Libris 1194879
- Det senmedeltida Rom: världsstat och gudsstad. Stockholm: Norstedt. 1924. Libris 1249077
- Dante. Stockholm: Norstedt. 1925. Libris 8072872
- Från min veranda: meditationer. Stockholm. 1928. Libris 1240490 - Nya upplagor 1929, 1936, 1950, 1954, 1961 och 1993. 2020 i bearbetning av Alva Dahl.
- Skapande liv: Studier och bekännelser. Stockholm: Bonnier. 1929. Libris 1341092. https://runeberg.org/naskapande
- Världshistoria. Del 7, De geografiska upptäckterna och reformationen (1500 - 1560). Stockholm: Norstedt. 1930. Libris 32460 - Av Arnold Norlind och Hjalmar Holmquist.
- Det osynliga bygget: Arnold Norlinds dagböcker i urval av Klara Johansson. Stockholm: Bonnier. 1930. Libris 8218791 - Ny upplaga 1952.

### Tolkningar och översättningar
- Kleanthes hymn. Lund: Gleerupska univ.-bokh. 1916. Libris 1654329
- Eeden, Frederik van (1916). Häxan från Haarlem: en tragedi om osäkerheten. Stockholm: Svenska andelsförl. Libris 1651211
- Eeden, Frederik van (1916). Vid skenet av krigslågan. Stockholm: Svenska andelsförl. Libris 1651212
- Dante Alighieri (1917). Om vatten och jord. Samlade verk ; 10. Lund: Gleerup. Libris 2010355
- Eeden, Frederik van (1921). Välstånd och lycka genom frivilligt samarbete. Kävlinge: Kävlinge sambruksförening. Libris 1471825
- Dante Alighieri (1921-1930). Dante Alighieris Gudomliga komedi. Bonniers klassikerbibliotek. Stockholm: Bonnier. Libris 1328722